# Museu Smithsoniano de Arte Americana
O Museu Smithsoniano de Arte Americana (em inglês: Smithsonian American Art Museum, vulgarmente conhecido como SAAM, e anteriormente National Museum of American Art) é um museu de Washington, D.C., parte da Smithsonian Institution. Juntamente com seu museu filial, a Galeria Renwick, a SAAM mantém uma das maiores e mais inclusivas coleções de arte do mundo, desde o período colonial até o presente, feitas nos Estados Unidos. O museu tem mais de sete mil artistas representados na coleção. A maioria das exposições ocorre no edifício principal do museu, o antigo Escritório de Patentes (compartilhado com a National Portrait Gallery), enquanto exposições focadas em artesanato são mostradas na Galeria Renwick.
O museu fornece recursos eletrônicos para escolas e público através de seu programa nacional de educação. Ele mantém sete bancos de dados de pesquisa on-line com mais de quinhentos mil registros, incluindo os Inventários de Pintura e Escultura Americanas, que documentam mais de quatrocentas mil obras de arte em coleções públicas e privadas em todo o mundo. Desde 1951, o museu mantém um programa de exposições itinerantes; a partir de 2013, mais de 2,5 milhões de visitantes assistiram às exposições.

## História
O Museu Smithsoniano de Arte Americana teve muitos nomes ao longo dos anos — Coleção Smithsoniana de Arte, Galeria Nacional de Arte (que não deve ser confundida com a atual Galeria Nacional de Arte), Coleção Nacional de Belas Artes e Museu Nacional de Arte Americana. O museu adotou seu nome atual em outubro de 2000.